# Sebastian Haupt
Sebastian Haupt (Heilbad Heiligenstadt, 17 de diciembre de 1985) es un deportista alemán que compitió en skeleton.
Ganó una medalla de oro en el Campeonato Mundial de Skeleton de 2008 y una medalla de plata en el Campeonato Europeo de Skeleton de 2008.

## Palmarés internacional
| Campeonato Mundial | Campeonato Mundial   | Campeonato Mundial | Campeonato Mundial |
| Año                | Lugar                | Medalla            | Prueba             |
| ------------------ | -------------------- | ------------------ | ------------------ |
| 2008               | Altenberg (Alemania) | Medalla de oro     | Equipo mixto       |
| Campeonato Europeo |                      |                    |                    |
| Año                | Lugar                | Medalla            | Prueba             |
| 2008               | Cesana (Italia)      | Medalla de plata   | Individual         |